# Lebensmittelmarke

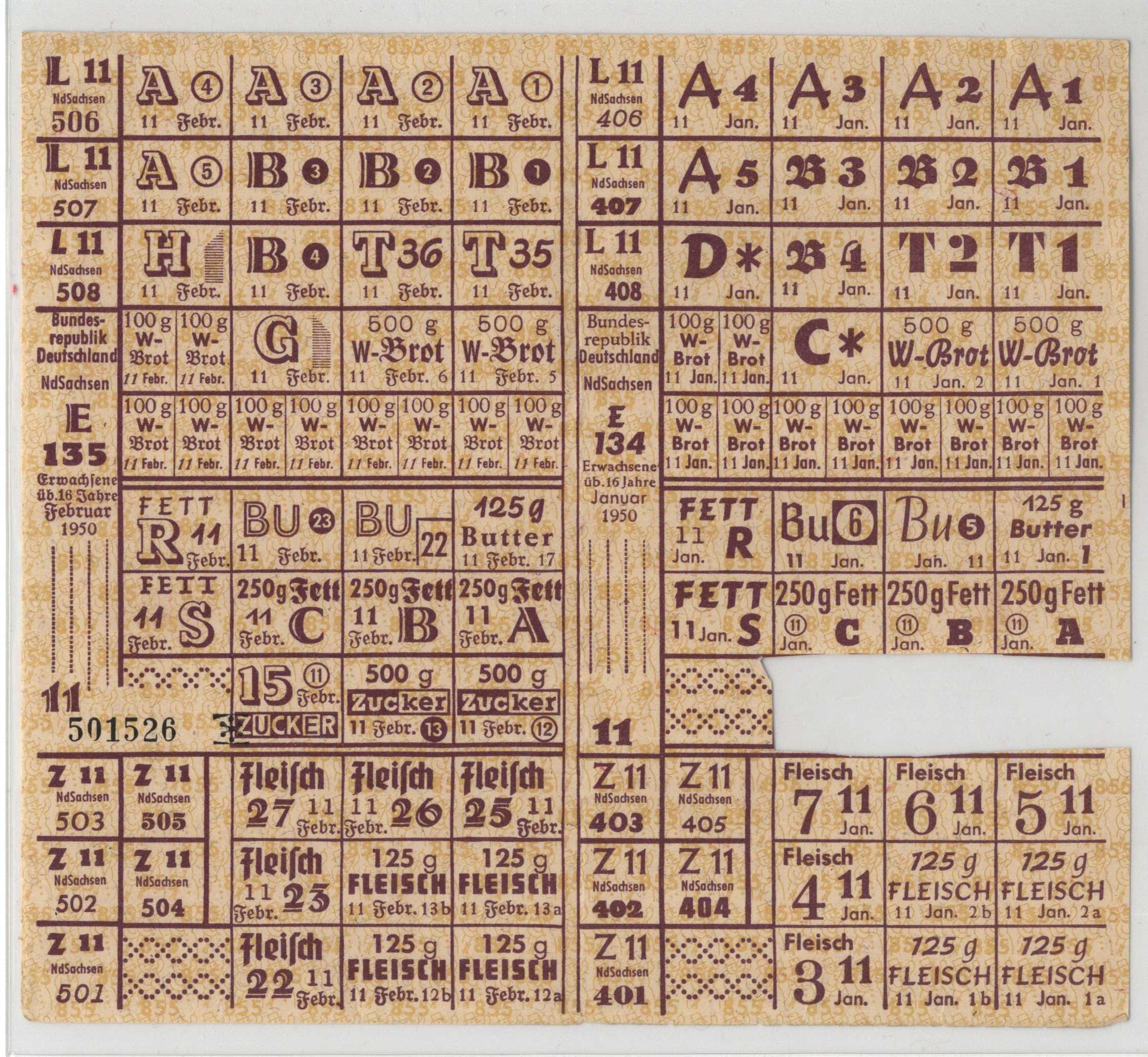
Lebensmittelkarte aus Niedersachsen, 1950

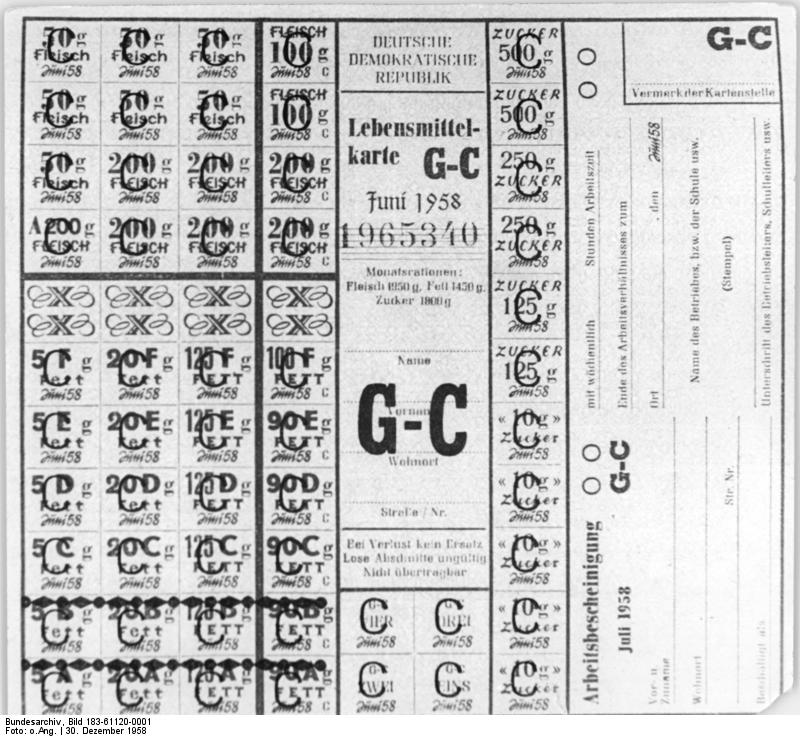
Lebensmittelkarte der DDR, 1958

Eine Lebensmittelmarke (auch: Lebensmittelkarte) ist eine von einer Behörde ausgegebene Bescheinigung, dass der Inhaber ein bestimmtes Lebensmittel in einer bestimmten Menge kaufen darf.
Lebensmittelmarken werden in der Regel in Notzeiten, vor allem im Krieg, an die Bevölkerung ausgegeben, um den allgemeinen Mangel an Konsumgütern besser verwalten zu können. Die Marken sind in Lebensmittelkarten zusammengefasst. Außer Lebensmitteln werden häufig auch andere Konsumgüter, z. B. Heizmaterial (Kohlen), Kleidung, Genussmittel wie Zigaretten und Alkohol sowie Benzin rationiert. Die Erlaubnisscheine heißen dann gewöhnlich Bezugsscheine. Für die Erteilung eines Bezugsscheins musste ein besonderer Anlass – wie die Geburt eines Kindes – vorliegen oder ein Antrag gestellt werden.

## Geschichte in Deutschland

### Erster Weltkrieg
In Deutschland wurde im Ersten Weltkrieg am 25. Januar 1915 zunächst Brot rationiert, später auch Milch, Fett, Eier und andere Nahrungsmittel. So gab es z. B. die „Karte zur Empfangnahme von Butter, Margarine – Pflanzenfett“ (es gab bis in die 1950er Jahre eine Fettlücke), aber auch eine Seifenkarte.
Notwendig wurden die Rationierungen, weil wegen der britischen Seeblockade kaum noch Lebensmittelimporte möglich waren. Die Binnenproduktion wiederum ging zurück, weil viele Bauern zum Kriegsdienst eingezogen worden waren. Seit dem 1. August 1916 galt in Deutschland überdies eine Verordnung über die Regelung des Verkehrs mit Web-, Wirk- und Strickwaren. Die hierin eingeführte Bezugsscheinpflicht wurde im Dezember 1916 auf Schuhwaren ausgedehnt.

Deutschland von 1914 bis 1918
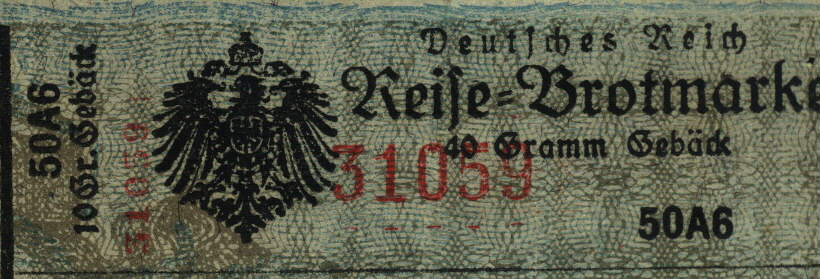
Brotmarke
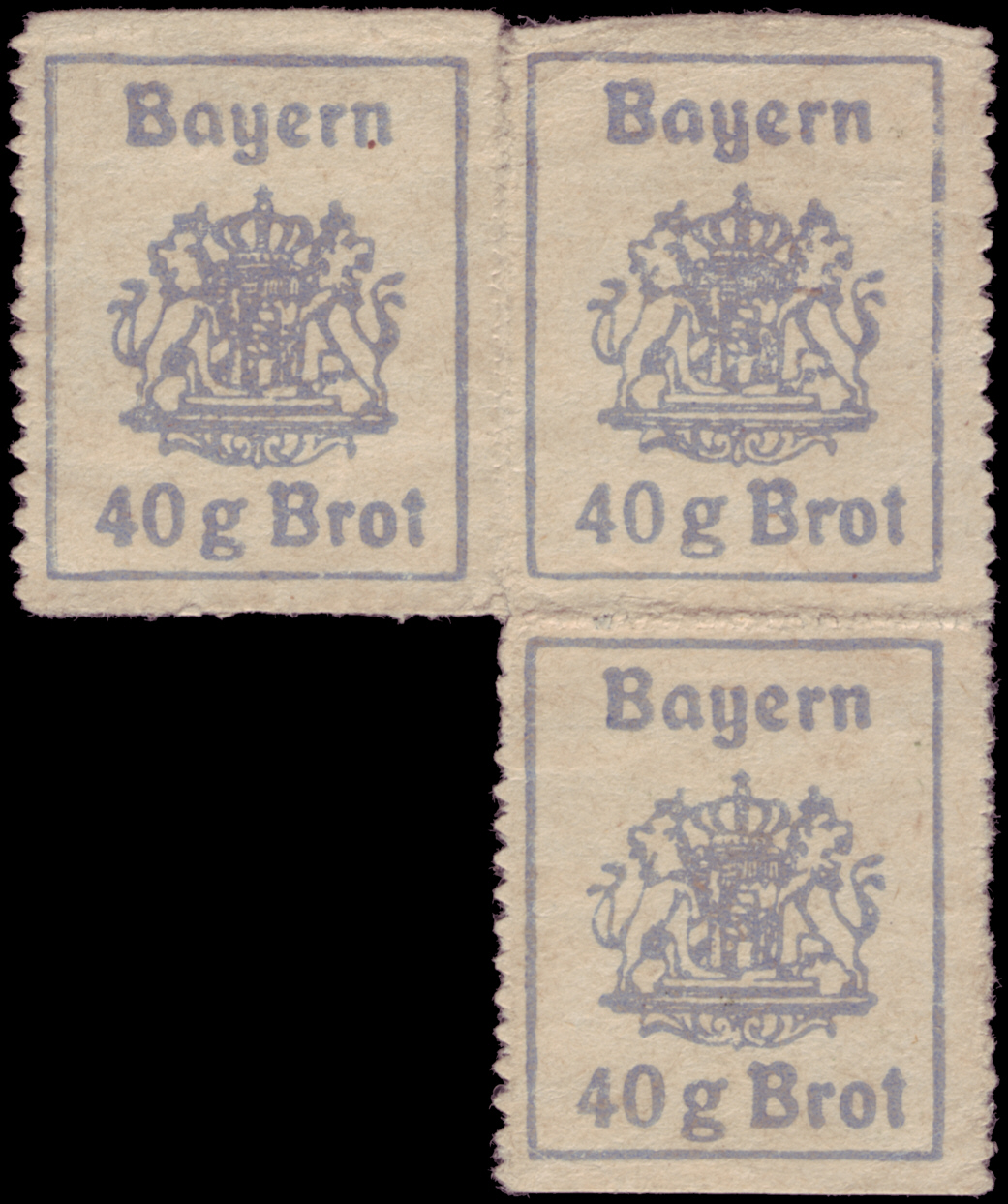
Brotmarken Königreich Bayern
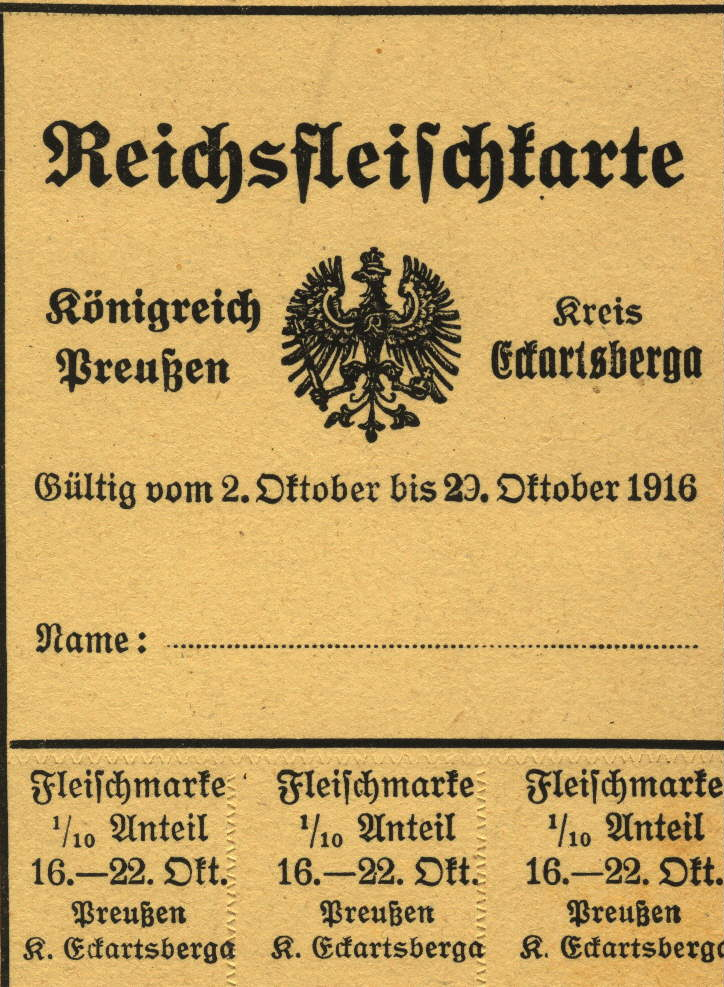
Fleischkarte
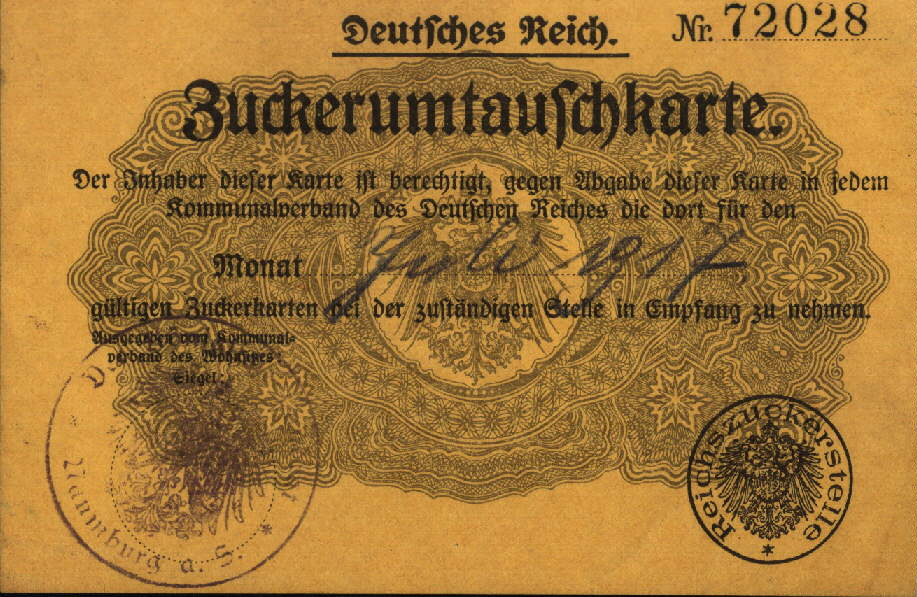
Zuckerumtauschkarte

Deutschland Nachkriegszeit Erster Weltkrieg
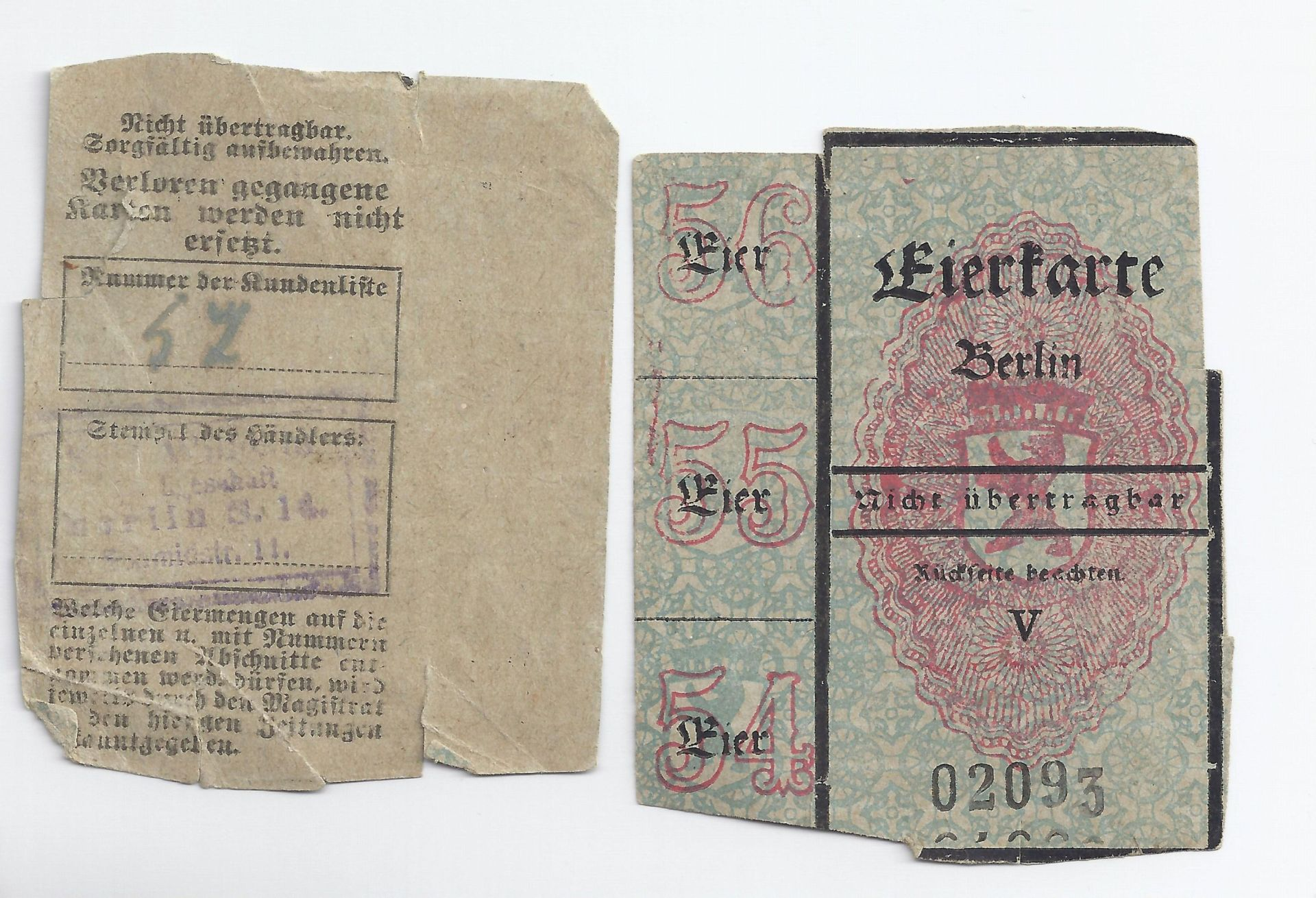
Bezugskarte für Eier (Fragment) – Berlin 1920
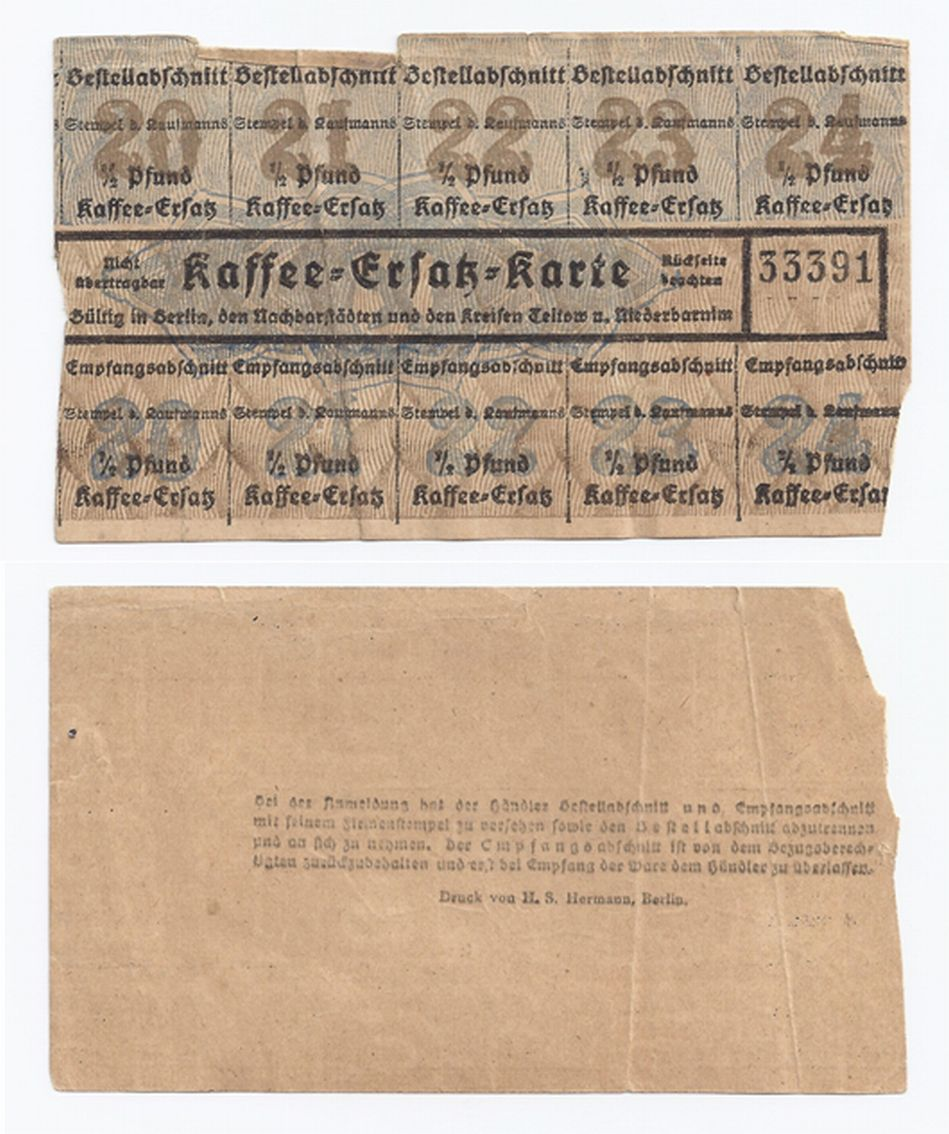
Bezugskarte für Kaffee-Ersatz (Kaffee-Ersatz-Karte – Fragment) Berlin und Umgebung 1920
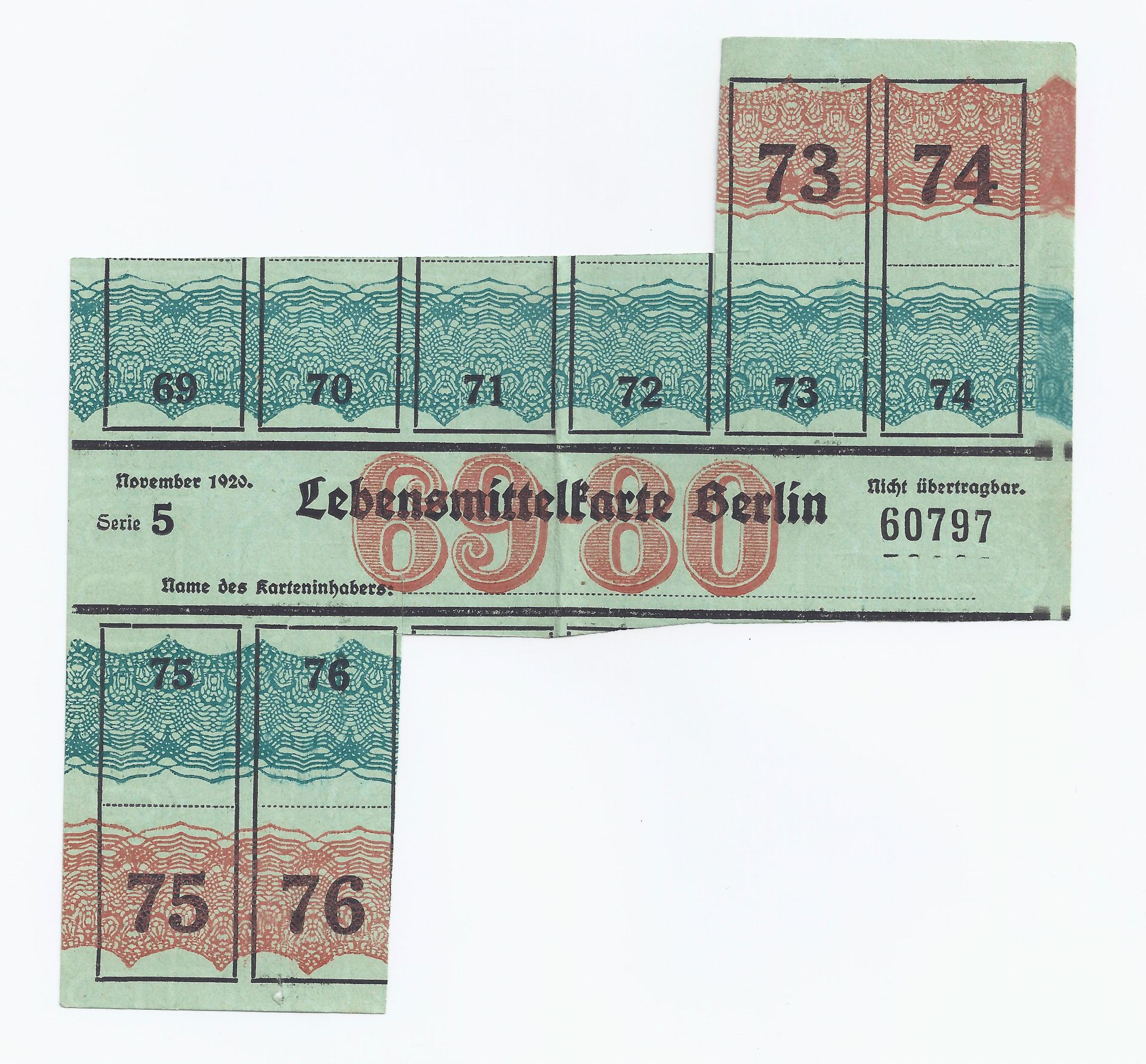
Lebensmittelkarte für Berlin, Abschnitt 69–80 für September 1920 (Fragment)
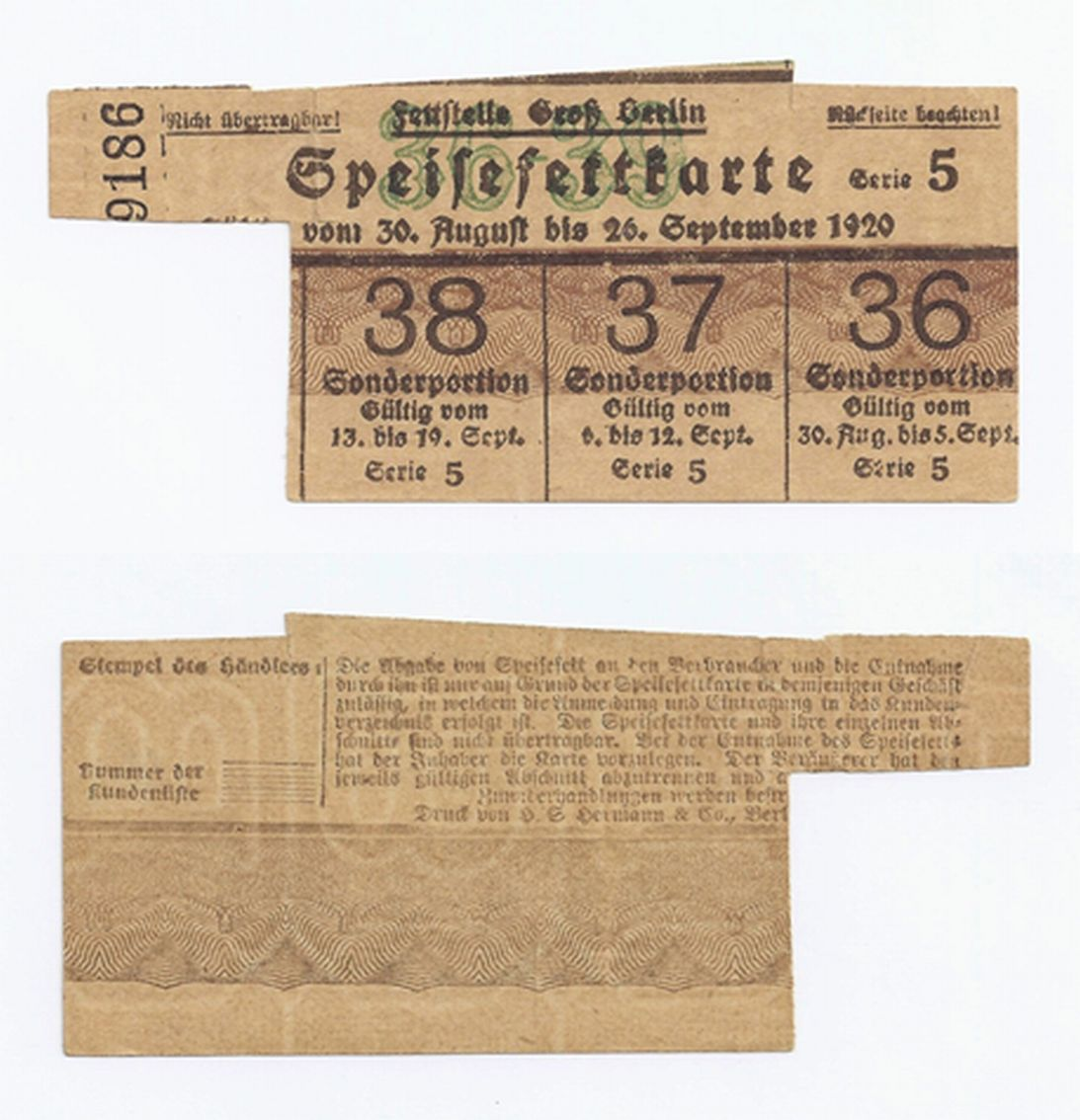
Bezugskarte für Speisefett der Fettstelle Groß-Berlin vom 30. Aug. bis 26. Sept. 1920 (Fragment)

### Zweiter Weltkrieg

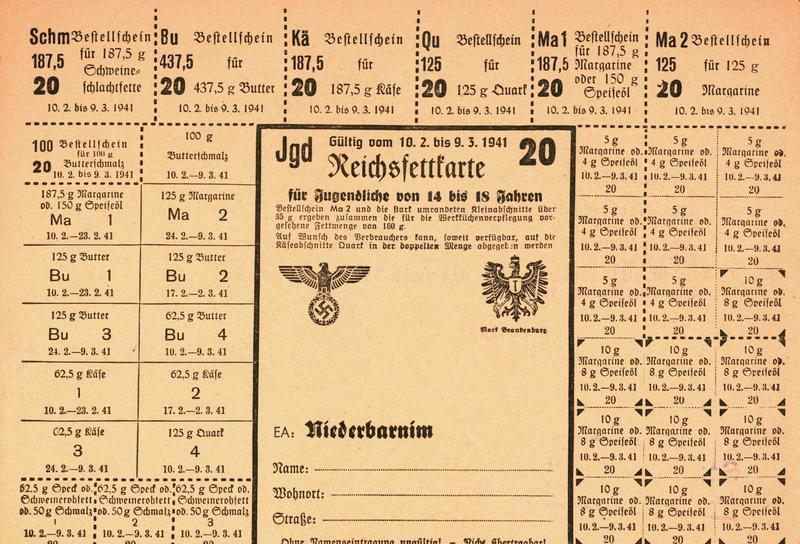
„Reichsfettkarte“ für Jugendliche aus dem Jahr 1941

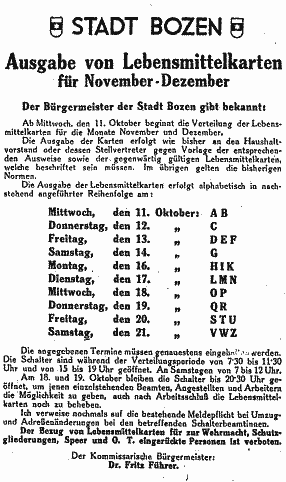
NS-Erlass (Operationszone Alpenvorland) für Lebensmittelkarten in Bozen, Oktober 1944

Rückblickend auf die Erfahrungen des Ersten Weltkriegs befürchtete die NS-Führung eine unzureichende Nahrungsversorgung der Bevölkerung und eine damit einhergehende Hungersnot. Am 27. August 1939, vier Tage vor Beginn des Zweiten Weltkrieges (und drei Tage nach dem ursprünglichen Angriffsbefehl für den Überfall auf Polen), wurde deshalb die Verordnung zur vorläufigen Sicherstellung des lebenswichtigen Bedarfs des deutschen Volkes erlassen, mit der die Rationierung und Bezugsscheinpflicht für eine große Anzahl an Verbrauchsgütern eingeführt wurde. Als Bezugsscheine wurden von den unteren Verwaltungsbehörden einheitliche Ausweiskarten auf rosa Wasserzeichenpapier ausgegeben, die neben einem Stammabschnitt 72 Teilabschnitte enthielten, auf denen die bezugsfähigen Verbrauchsgüter verzeichnet waren (§ 3 Abs. 1 VO vom 27. August 1939).
Im November 1939 folgte die Reichskleiderkarte.
Anfangs wurde für Lebensmittel eine „Einheitskarte“ ausgegeben, die vier Wochen galt. Zuerst war der Händler frei wählbar und an den Karten befanden sich Bestellscheine für bestimmte Waren. Diese Bestellscheine trennte der Händler ab, stempelte sie und reichte sie gesammelt beim Reichsernährungsamt ein. Dafür erhielt er von diesem Amt einen Bezugsschein, mit dem der Kaufmann eine entsprechende Menge vom Großhändler bestellen konnte. Dieses System erwies sich bald als wenig praktikabel. Im Laufe des Krieges wurde das Bestellschein-System durch ein sogenanntes „durchlaufendes Bezugsrecht“ ersetzt: Händler schnitten beim Verkauf der Ware die entsprechende Marke ab, klebten sie auf Sammelbögen und erhielten dafür dann einen Bezugsschein, den sie beim Großhändler oder Importeur vorlegten.
Kartoffeln, Obst und Gemüse wurden in den ersten Monaten noch frei verkauft. Die anfangs ausgeteilte „Einheitskarte“ wurde bald durch unterschiedliche Karten ergänzt oder ersetzt. Ende 1939 gab es Karten für Schwer- und Schwerstarbeiter und eine für Lang- und Nachtarbeiter. Es gab Karten für Brot und Mehl (Reichsbrotkarte) sowie für Fleisch, Fett, Eier und Marmelade/Zucker. Außerdem wurden unterschiedliche Karten für Kleinst- und Kleinkinder, für Kinder bis zu sechs Jahren, für Jugendliche und Erwachsene ausgeteilt. Auch Soldaten auf Urlaub (die sich bei ihren Familien aufhielten) bekamen entsprechende Urlaubskarten. Die Landbevölkerung, die sich zumindest teilweise selbst versorgen konnte, erhielt geringere Rationen. Sogenannte Normalverbraucher machten 55 % der Empfänger aus, Kinder und Jugendliche 31 %, und 14 % waren als Lang-, Schwer- oder Schwerstarbeiter eingestuft. Bezugsberechtigte, die nach den Nürnberger Rassegesetzen als Juden eingestuft wurden, erhielten mit einem roten „J“ markierte Karten mit geringeren Bezugsmengen für viele Grundnahrungsmittel und waren von allen Sonderzuteilungen ausgeschlossen. Ab Oktober 1942 erhielten sie keinerlei Fleisch- und Kleiderkarten mehr. Die Rationierung der Lebensmittel verschärfte auch die Situation von Personen, die untergetaucht waren, um der Verhaftung oder Deportation zu entgehen: Ohne Karten war ihnen die Beschaffung von Lebensmitteln kaum möglich; eventuell vorhandene Helfer konnten ihnen so gut wie nichts abgeben, da die Rationen zu knapp bemessen waren, um versteckte Personen mitzuversorgen.
Mit Beginn des Angriffskriegs gegen Russland, im Juni 1941, wurde die Qualität der Lebensmittel merklich schlechter. Tabakwaren und Alkohol waren ebenfalls betroffen, auch diese wurden gestreckt. Ersatzstoffe kamen auf. Die Seifen gaben von Mal zu Mal weniger Seifenschaum her, die Waschwirkung sank, die oft überfüllten Züge des Berliner Nahverkehrs waren in der Hitze des Sommers 1941 unangenehm von Körperausdünstungen durchzogen. Bis zum Beginn des Angriffskriegs im Osten war die Lebensmittelversorgung – abgesehen von regionalen und saisonbedingten Engpässen – auch in den Städten und Ballungsgebieten noch als befriedigend rezipiert worden. Die Mengen pro Person wurden reduziert, dies betraf zum Beispiel die Fleischrationen. In den Schaufenstern der Geschäfte wurden die leere Pappschachtel und andere Attrappenformate zum gängigen Muster. In den Restaurants gab der Küchenchef für eine 100-Gramm-Fleischmarke nurmehr ein 80-Gramm-Stück heraus. Im April 1942 kam es zu weiteren drastischen Einschnitten: Die Brotration für Normalverbraucher wurden von 9,6 kg auf 6,4 kg, die Fleischzuteilung von 1600 g auf 1200 g und die Fettration von 1053 g auf 825 g im Monat gekürzt. In den „Geheimen Lageberichten“ des Sicherheitsdienstes der SS wurde gemeldet, die starken Kürzungen hätten auf einen großen Teil der Bevölkerung „niederschmetternd“ gewirkt wie kaum ein anderes Ereignis des Krieges. Im kollektiven Gedächtnis war die Erinnerung an die Hungerwinter 1916/17 (Steckrübenwinter) und 1918/19 sehr präsent.
Die wöchentlichen Rationen eines „Normalverbrauchers“ (z. B. Hausfrauen, Angestellte) beliefen sich im Zweiten Weltkrieg auf:
| Zeitpunkt      | Brot     | Fleisch | Fett    |
| -------------- | -------- | ------- | ------- |
| September 1939 | 2400 gr. | 500 gr. | 270 gr. |
| April 1942     | 2000 gr. | 300 gr. | 206 gr. |
| Juni 1943      | 2325 gr. | 250 gr. | 218 gr. |
| Oktober 1944   | 2225 gr. | 250 gr. | 218 gr. |
| März 1945      | 1778 gr. | 222 gr. | 109 gr. |

Deutschland während des Zweiten Weltkrieges
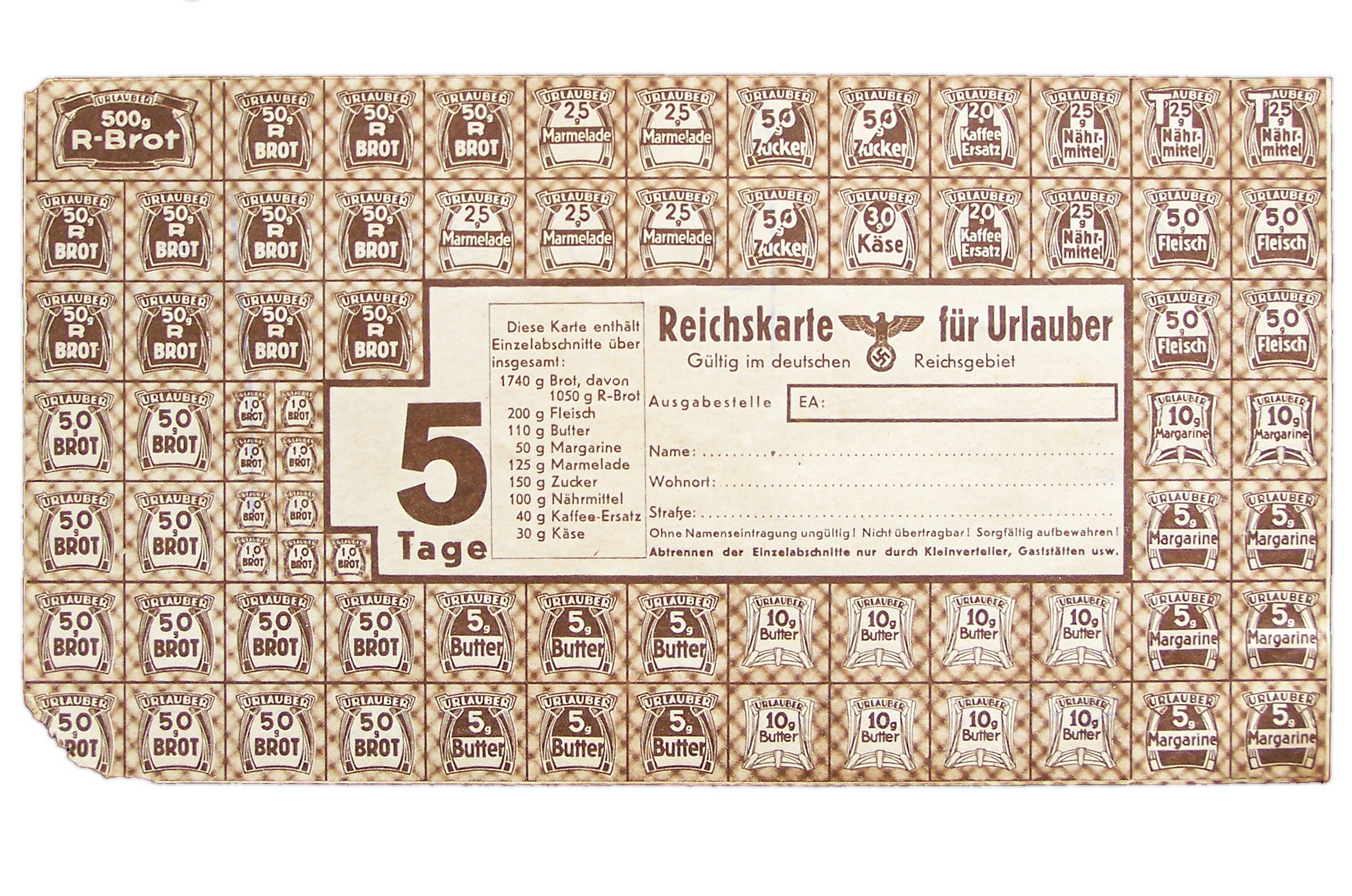
Lebensmittelkarte für Urlauber, während des Zweiten Weltkrieges
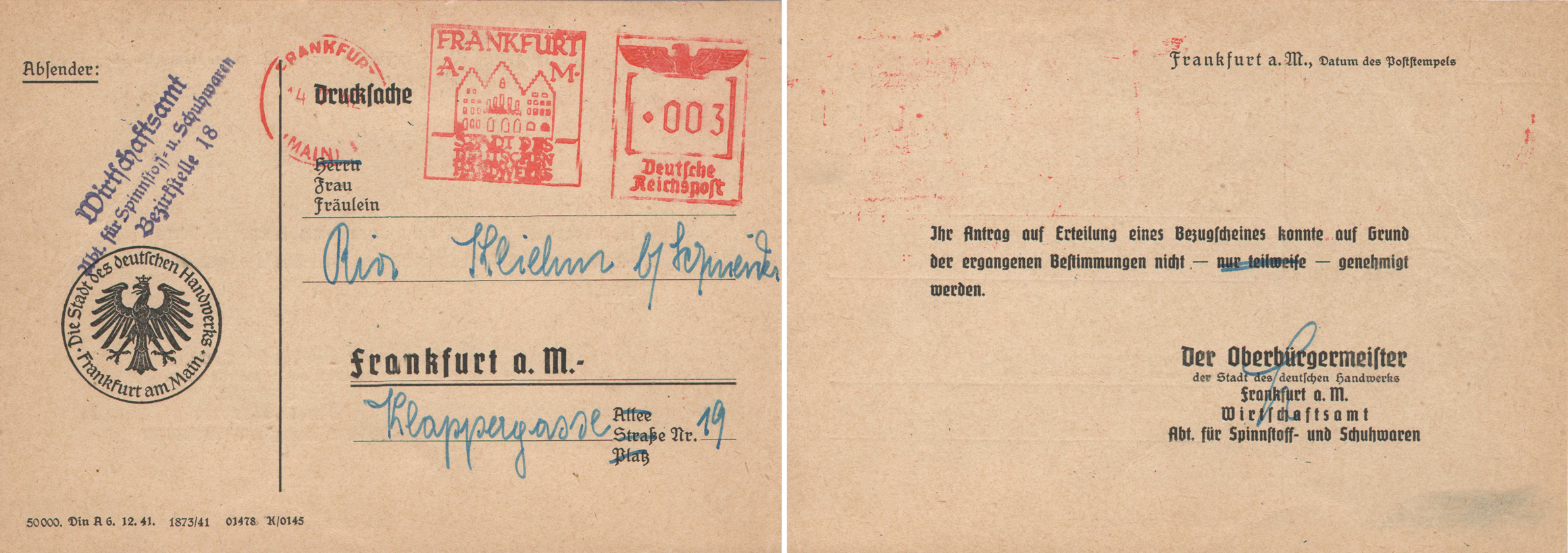
Auch der Bezug von Kleidern wurde rationiert: ein Ablehnungsschreiben von 1942
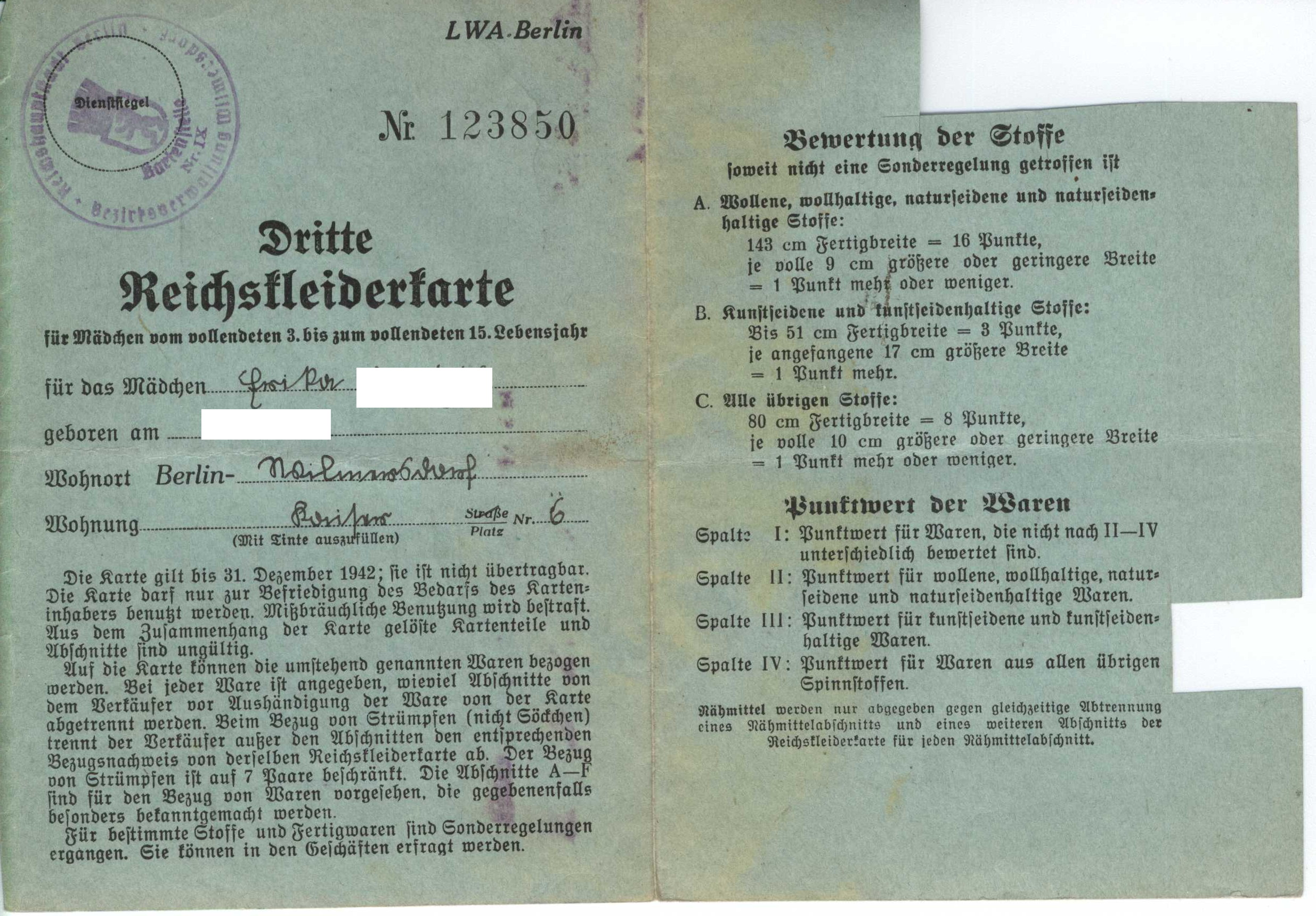
Kleiderkarte von 1942, Vorderseite
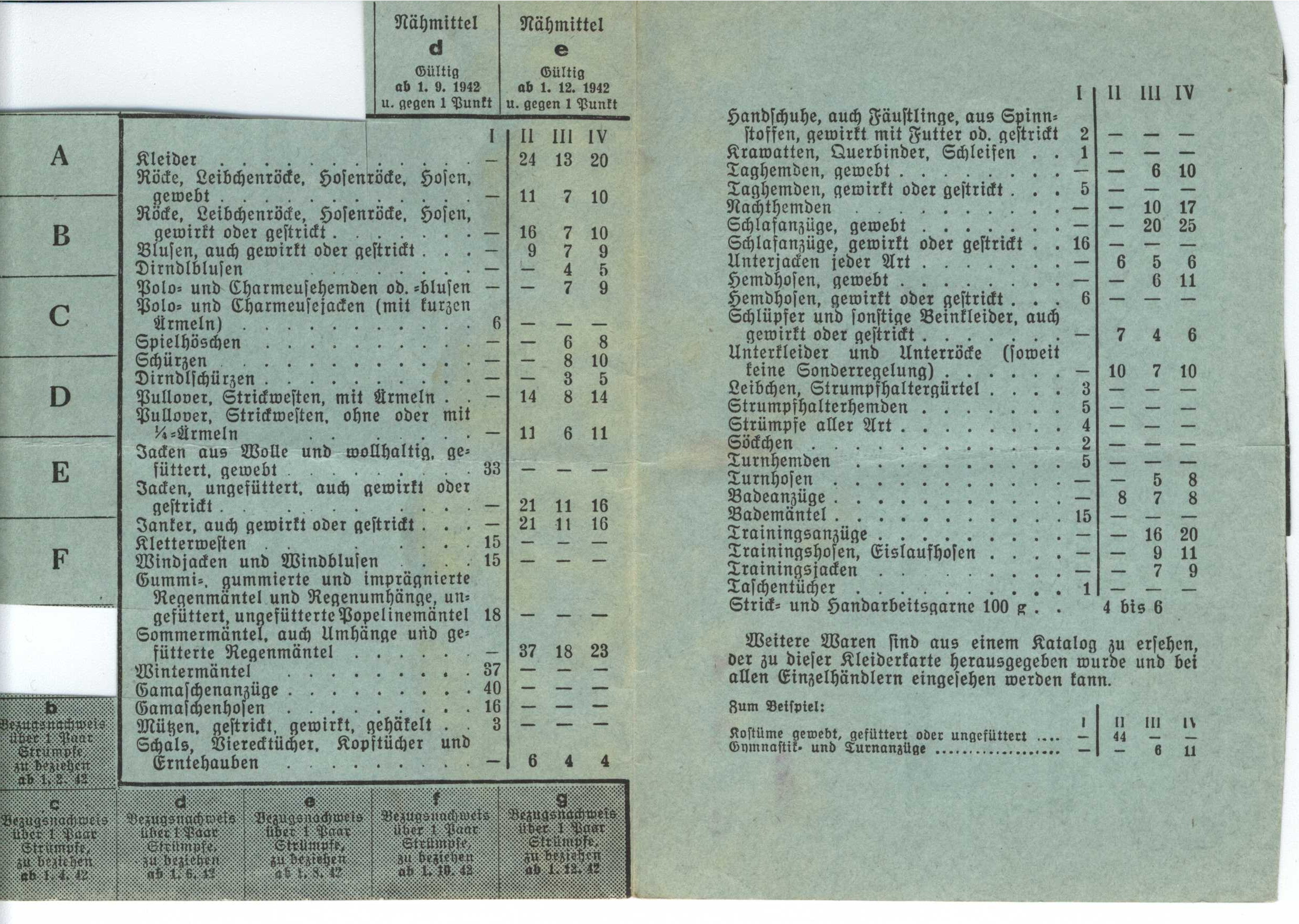
Kleiderkarte von 1942, Rückseite
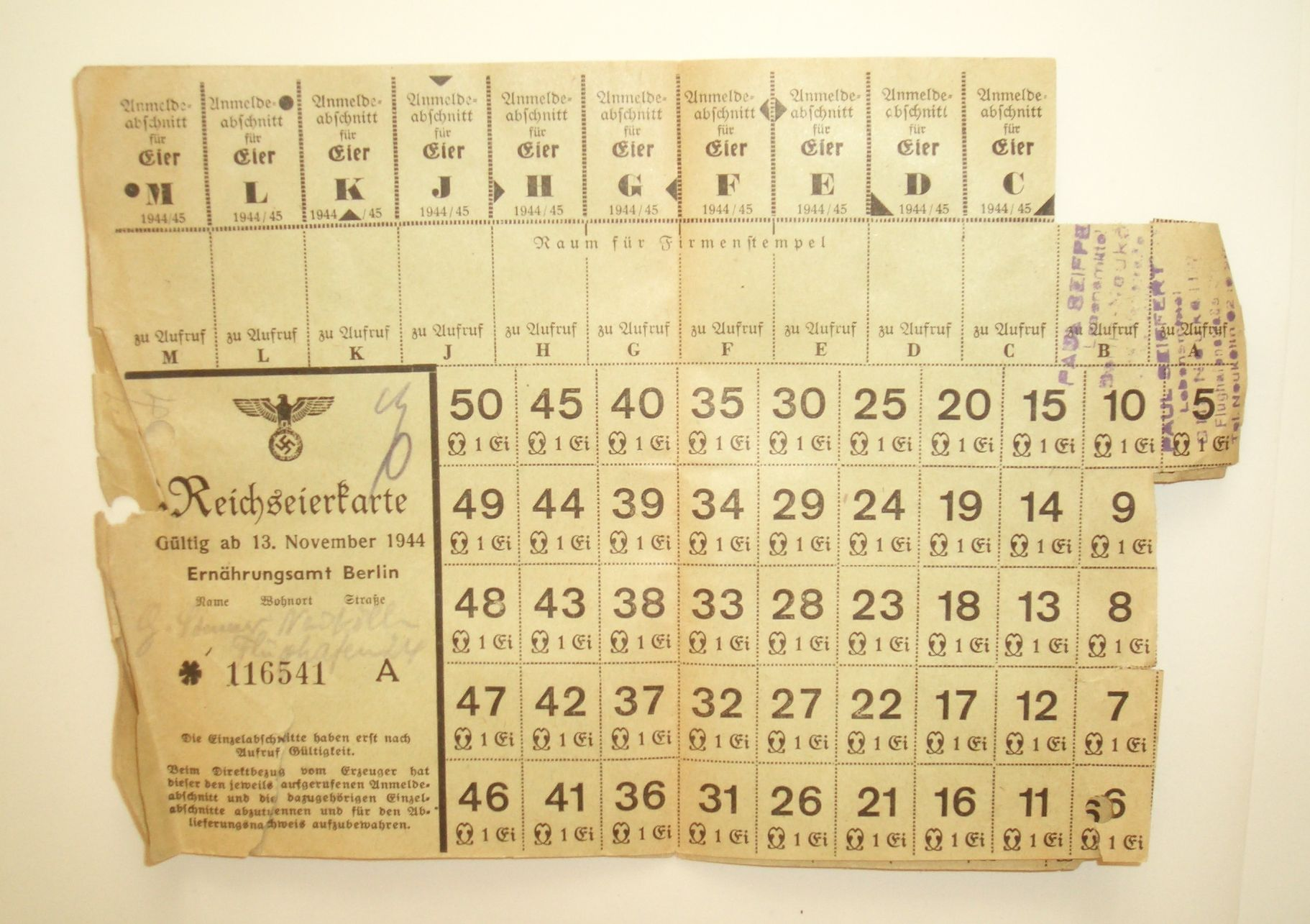
Ernährungsamt Berlin: Reichseierkarte, gültig ab 13. November 1944

Beachtet werden muss dabei, dass die Lebensmittelmarken und die Bezugsscheine lediglich eine Berechtigung zum Kauf bedeuteten, eine etwa geartete Pflicht zum Angebot oder zum Verkauf der Ware durch Händler war damit nicht verbunden: Gelang es den Inhabern nicht, die Ware zu erwerben (z. B. mangels Angebot) verfielen diese, ohne Übertragung auf folgende Bezugszeiträume. Das heißt vereinfacht: Wer seine Karte (oder den Bezugsschein) nicht ausschöpfen konnte, aus welchem Grund auch immer, hatte weniger zur Verfügung. Die verkündeten Rationierungen waren keineswegs Garantie, die rationierten Güter auch erwerben zu können. Folglich lag der tatsächliche Verbrauch immer unter den durch die Rationierungen angegebenen Mengen.

### Nachkriegszeit
Nach Beendigung des Zweiten Weltkrieges gaben die Alliierten Besatzungsmächte ab Mai 1945 in ihren jeweiligen Besatzungszonen neue Lebensmittelkarten (auch Nährmittelkarten genannt) aus, die entsprechend der Schwere der Arbeit in Verbrauchergruppen (Kategorien) im Allgemeinen von I bis V eingestuft wurden.

#### Sowjetische Besatzungszone und Groß-Berlin
In der SBZ und späteren DDR gab es ab dem 12. Juni 1945 ein von den Westzonen abweichendes System mit folgenden Kategorien:
- Kategorie I: Schwerstarbeiter und Funktionäre
- Kategorie II: Schwerarbeiter
- Kategorie III: Arbeiter
- Kategorie IV: Angestellte
- Kategorie V: Sonstige (Kinder, Rentner, NSDAP-Mitglieder, Schwerbehinderte, Nichterwerbstätige), auch „Friedhofskarte“ genannt (die Zuteilung war praktisch „Null“).

Ab dem 1. Juli 1945 galt, dass ehemalige Mitglieder der NSDAP keine Lebensmittelkarten erhalten, überdies „Nichterwerbstätige“ im Alter von 18–65 Jahren (Männer) bzw. 18–45 Jahren (Frauen).
Ab 1949 wurden einheitliche Zusatzkarten eingeführt, die zusätzlich zur Lebensmittelgrundkarte an Beschäftigte mit schwerer und besonders schwerer Arbeit und an die ihnen gleichgestellte Intelligenz ausgegeben wurden.
Die Rationen an Brot, Fleisch, Fett, Zucker, Kartoffeln, Salz, Bohnenkaffee, Kaffee-Ersatz und Tee wurden entsprechend den Möglichkeiten festgelegt. Durch öffentliche Aushänge wurden an den Wochenenden die für die jeweils nächste Woche erhältlichen Waren „aufgerufen“. Schwerkranke, die einen höheren Bedarf an Nahrungsenergie hatten, bekamen auf ärztliche Anweisung eine „Schwerarbeiterzulage“, die ansonsten nur körperlich schwer arbeitenden Menschen zustand.

Deutschland (SBZ und Groß-Berlin): Nachkriegszeit bis 1949
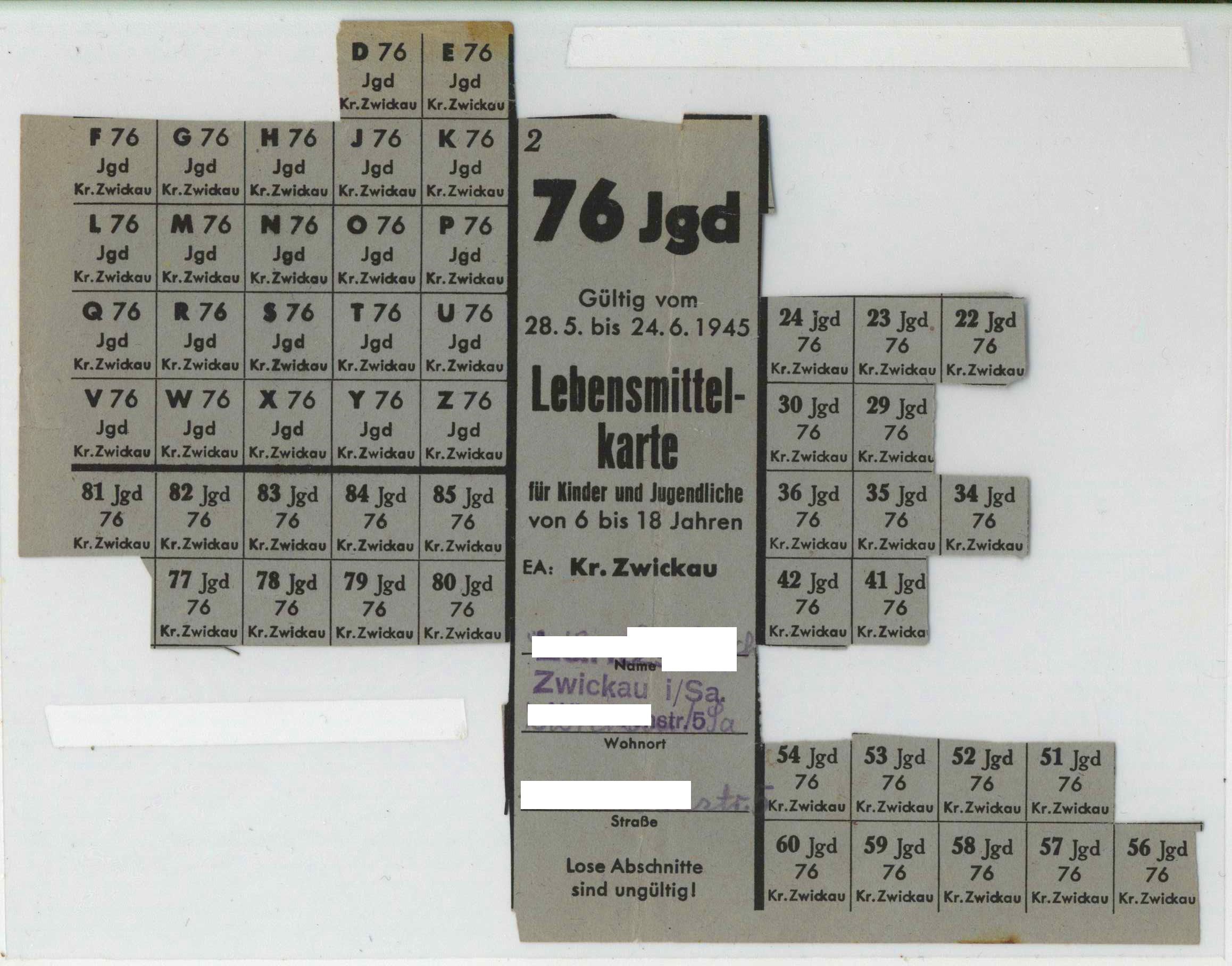
Lebensmittelkarte von 1945 aus Zwickau (SBZ)
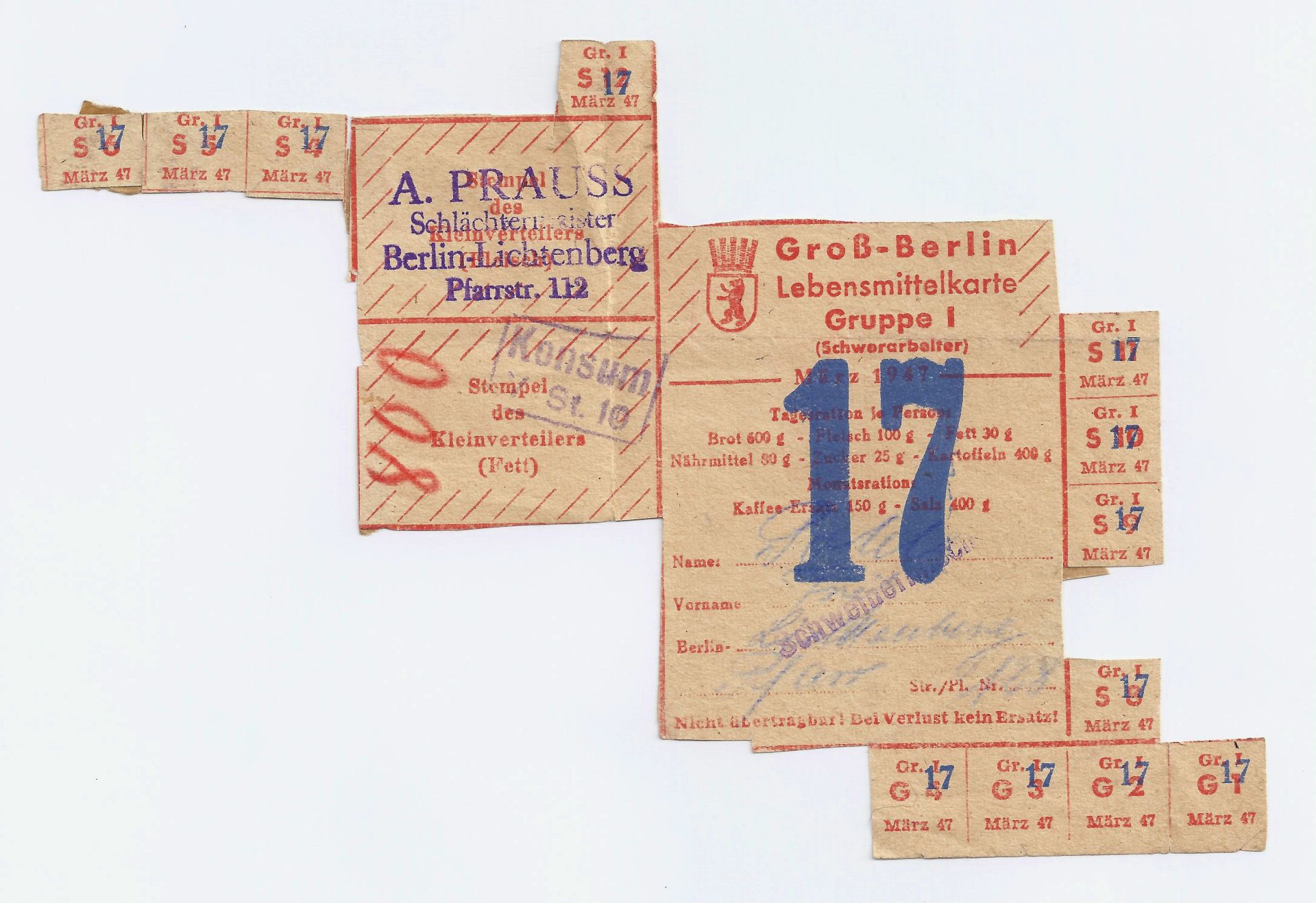
Lebensmittelmarken Fleisch Gruppe I (Schwerarbeiter) – Groß-Berlin März 1947 (Fragment)
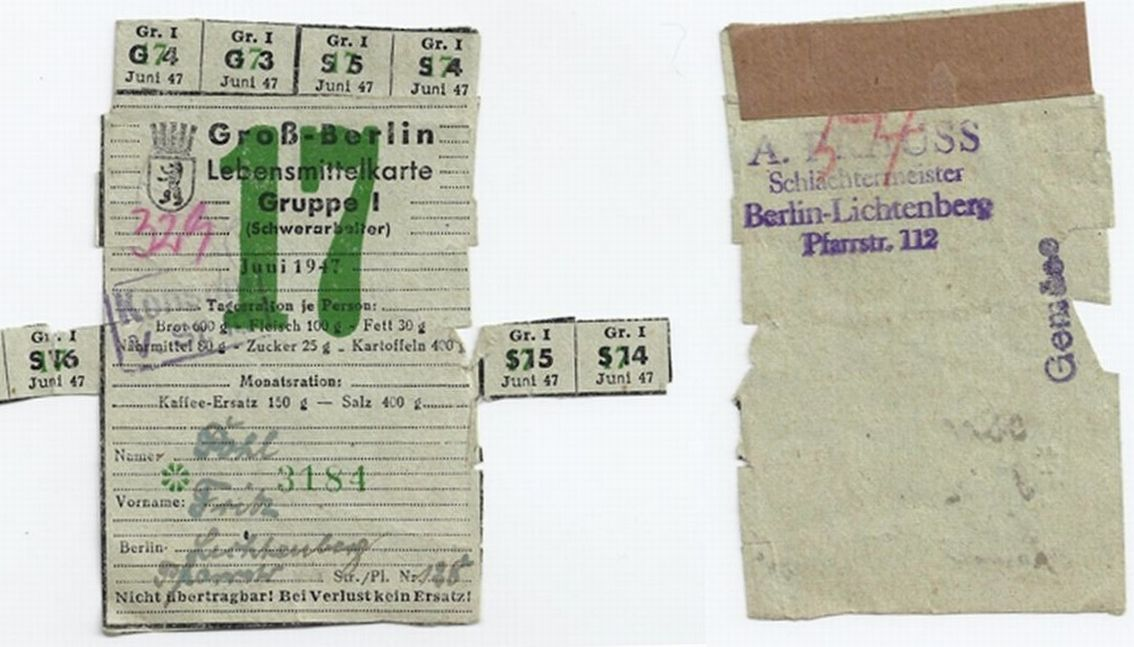
Lebensmittelmarken Gruppe I (Schwerarbeiter) – Groß-Berlin Juni 1947 (Fragment)
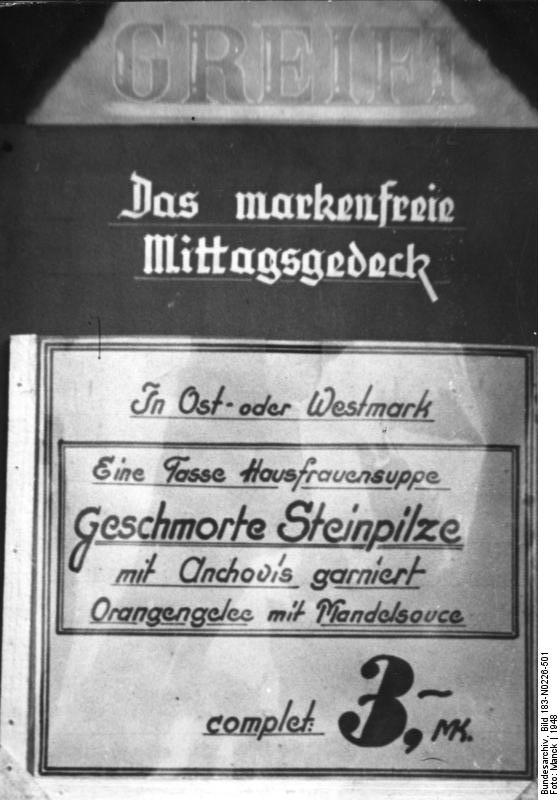
Werbung für ein markenfreies Mittagsgedeck, Berlin, 1948

#### Westzonen

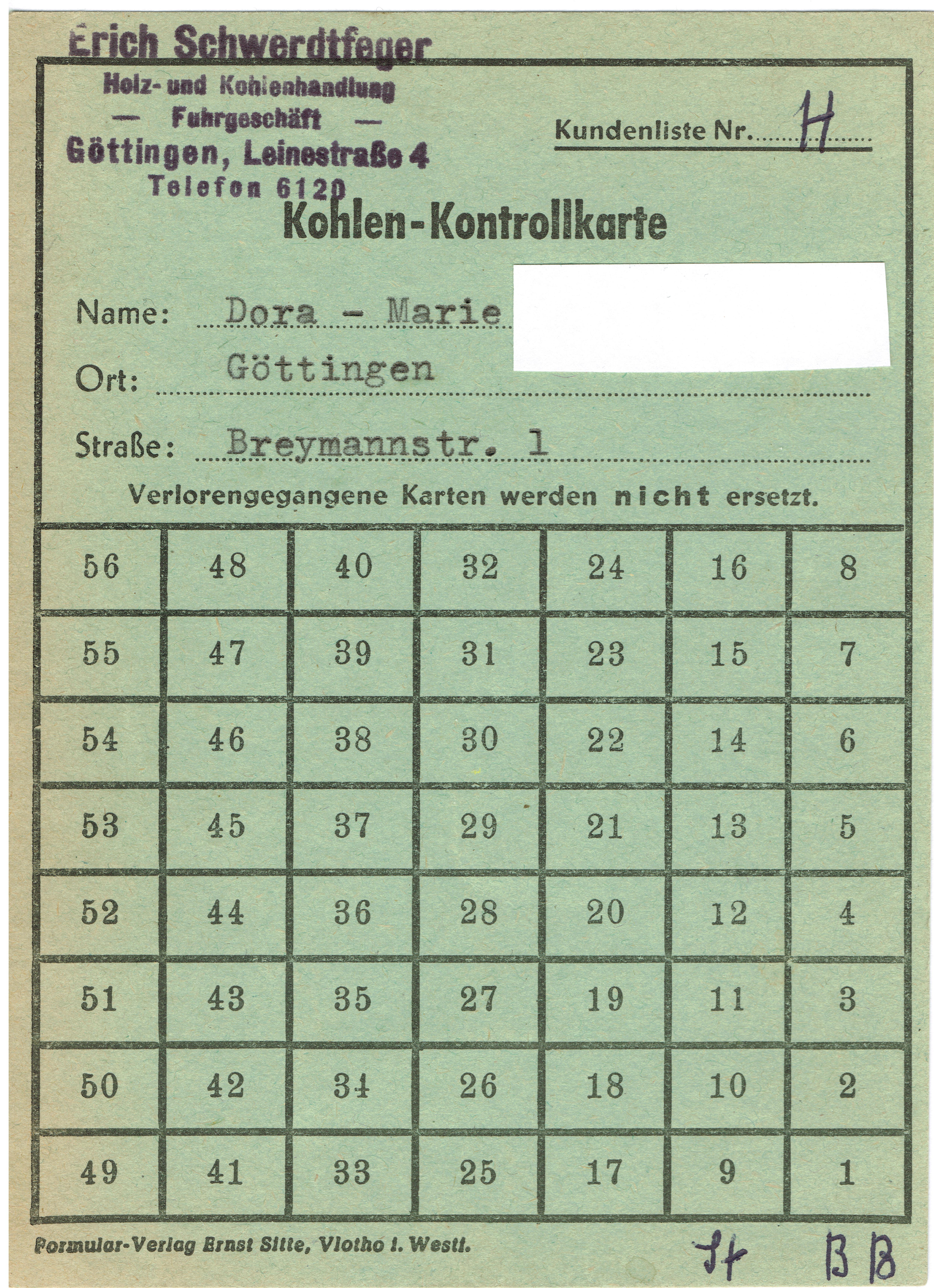
Kohlen-Kontrollkarte in der Britischen Besatzungszone, 1948

Ende 1946 entsprach die vorgesehene Tagesration für erwachsene Normalverbraucher 1550 Kilokalorien. In den Jahren 1948 und 1949 wurden die Mengen schrittweise erhöht. Kleinkinder und Jugendliche wurden zeitweilig durch Schulspeisung, Schwedenspeisung bzw. Hoover-Speisung vor Unterernährung bewahrt.
Man erhielt rationierte Lebensmittel in Geschäften und Gaststätten nur, wenn man die entsprechenden Lebensmittelkartenabschnitte, die Marken, abgeben konnte und die vom Händler geforderte Summe bezahlte. Die Marken waren nach einzelnen Lebensmitteln aufgeteilt (wie oben dargestellt); beispielsweise konnte man mit Brotmarken nur Brot erwerben, aber mit Fleischmarken auch Fisch. Oft wurde mit Lebensmittelmarken daher auf dem Schwarzmarkt Tauschhandel betrieben. Gaststätten gaben auf der Speisekarte an, wie viele Marken welcher Art der Gast für das jeweilige Gericht abzugeben hatte.

#### Bundesrepublik Deutschland bis 1990
In der Bundesrepublik Deutschland wurden die Lebensmittelkarten im Jahr 1950 abgeschafft. Dies geschah in zwei Etappen. Am 22. Januar wurde die Aufhebung der Rationierungen mit Ausnahme von Zucker mit Wirkung vom 1. März an bekannt gegeben. Am 31. März beschloss das Bundeskabinett unter Konrad Adenauer die Aufhebung aller noch verbliebenen Einschränkungen zum 1. Mai 1950. Damit entfielen im Bundesgebiet die Lebensmittelkarten und -marken. In West-Berlin wurde eine Zeitlang noch Milch auf Karten ausgegeben. Für Kranke gab es Krankenzulagekarten.

#### Deutsche Demokratische Republik bis 1990
Mit der Lebensmittelgrundkarte konnten 1949 je Person ab 15 Jahren monatlich folgende Mengen erworben werden:
- Brot: 12.000 g
- Nährmittel (z. B. Mehl, Teigwaren, Hülsenfrüchte): 1.050 g
- Zucker: 750 g
- Marmelade: 900 g
- Fleisch: 900 g
- Fett: 450 g

Lebensmittelkarten wurden in der DDR bis Mai 1958 ausgegeben. Ihre Abschaffung hatte eine Veränderung im Preis- und Steuersystem zur Folge, die für alle nicht abhängig Tätigen eine Verschlechterung bedeutete, denn sie war zugleich eine Subventionierung gewesen. Die als „Bezugsberechtigung – Speisekartoffeln“ bezeichneten Kartoffelkarten wurden erst 1966 abgeschafft. Ende der 1960er Jahre wurden die Kohlenkarten ohne inhaltliche Änderungen von „Hausbrandkarte“ in „Gutschein zum Bezug von Braunkohlenbriketts zum staatlich gestützten ortsüblichen Grundpreis“ umbenannt. Der Kohlenmehrbedarf konnte zum HO-Preis bezogen werden. Dieses Verfahren wurde bis zum Ende der DDR beibehalten.
In Ost-Berlin musste von November 1952 bis zur Errichtung der Mauer aufgrund einer „Verordnung zur Verhinderung der Spekulation mit Lebensmitteln und Industriewaren“ grundsätzlich bei Einkäufen oder der Inanspruchnahme von Dienstleistungen, die nicht der Rationierung unterlagen, die Lebensmittelkarte bzw. der Personalausweis vorgelegt werden, andernfalls wurde Westgeld verlangt.
Anfang der 1960er Jahre führte eine krisenhafte Versorgungslage dazu, dass in der DDR bestimmte Lebensmittel wie Butter und Fleisch zeitweise erneut rationiert wurden. Man bekam sie dann nur an seinem Wohnort gegen Vorzeigen eines geschäftsgebundenen Kundenausweises. Bei Urlaub oder auswärtigen Aufenthalten war eine Ummeldebescheinigung des heimischen Händlers vorzulegen. Diese Rationierung wurde 1962 verlängert, schließlich auf Edelfleisch (bestimmte Fleischstücke, wie Filet oder bestimmte Innereien, wie Leber) eingegrenzt und 1967/68 stillschweigend abgeschafft.

#### Nach der Wiedervereinigung
Vom 4. Oktober 1968 bis zum 10. April 2017 (seit dem 3. Oktober 1990 auch auf dem Gebiet der ehemaligen DDR) galt die Ernährungsbewirtschaftungsverordnung, die auf der Grundlage des Ernährungssicherstellungsgesetzes (eines der Notstandsgesetze) erlassen worden war. Seit 1980 waren durch sie die Kreise und kreisfreien Städte verpflichtet worden, Lebensmittelkarten vorzuhalten und die dafür nötigen Daten alle zwei Jahre zu erfassen und zu melden.
Im Beitrittsgebiet, d. h. der ehemaligen DDR, war sie zwar rechtlich eingeführt worden, wurde jedoch bis zu ihrem Außerkrafttreten 2017 nicht umgesetzt.
Die Bestimmungen wurden erst mit Inkrafttreten des Gesetzes über die Sicherstellung der Grundversorgung mit Lebensmitteln in einer Versorgungskrise und Maßnahmen zur Vorsorge für eine Versorgungskrise (Ernährungssicherstellungs- und -vorsorgegesetz – ESVG) am 11. April 2017 aufgehoben.

## Andere Länder
Auch in anderen Ländern wurden im Ersten und Zweiten Weltkrieg und den Nachkriegszeiten Rationierungsmaßnahmen ergriffen. Beispiele:

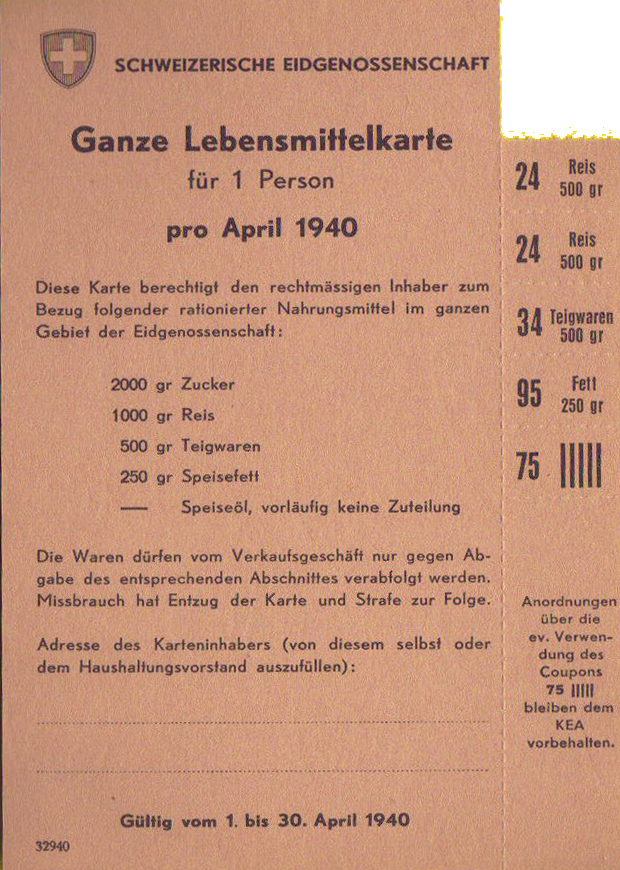
Schweizer Lebensmittelkarte April 1940

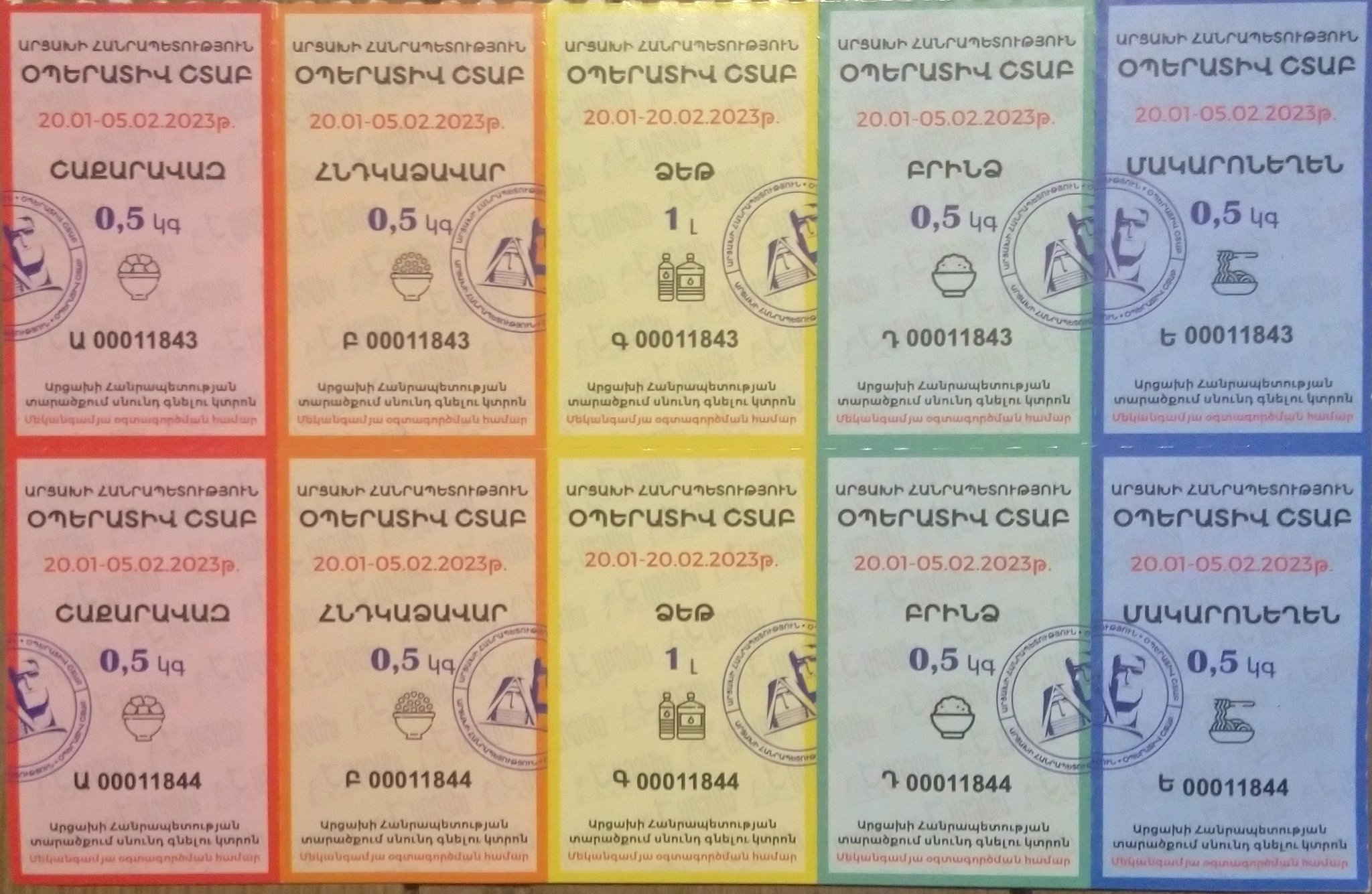
Bezugskarte für Zucker, Buchweizen, Pflanzenöl, Reis und Teigwaren, Arzach, Januar 2023

### Schweiz
In der Schweiz wurden trotz der Neutralität der Schweiz während des Ersten Weltkriegs die Grundnahrungsmittel ab 1917 schrittweise rationiert.
Nach Beginn des Zweiten Weltkriegs wurde das Kriegsernährungsamt errichtet und verschiedene Lebensmittel schrittweise rationiert:
- Zucker, Teigwaren, Hülsenfrüchte, Reis, Weizen- und Maisgrieß, Mehl, Hafer- und Gerstenprodukte, Butter, Speisefette, Speiseöle (ab 30. Oktober 1939)
- Textilien, Schuhe, Seife, Waschmittel (ab 1. Dezember 1940)
- Kaffee, Tee, Kakao (ab 31. Mai 1941)
- Käse (ab 31. August 1941)
- Eier und Eiprodukte (ab 3. Dezember 1941)
- Frischmilch (ab 1. Januar 1942: Erwachsene 0,5 l/Tag, Kinder 0,7 l/Tag; ab 1. November 1942: 10 l/Monat)
- Fleisch (ab März 1942)
- Honig, Konfitüre, eingemachte Früchte (ab 4. Mai 1942)
- Schokolade (ab Juni 1943)

Durch den Plan Wahlen konnte der Grad der Selbstversorgung wesentlich gesteigert werden, so dass Kartoffeln, Gemüse und Obst im Zweiten Weltkrieg in der Schweiz nie rationiert waren. Lebensmittelkarten wurden in der Schweiz im Juni 1948 wieder abgeschafft.

### Übrige Länder
- in Frankreich wurden am 15. Januar 1940 „cartes d’alimentation“ eingeführt.
- in Österreich wurde die Bewirtschaftung (durch das „Lebensmittelbewirtschaftungsgesetz“) im Herbst 1952 gelockert.[27]
- in der Nachkriegstschechoslowakei wurde die Lebensmittelrationierung am 31. Mai 1953 mit der Währungsreform abgeschafft.
- In Großbritannien wurden die letzten Rationierungen aus dem Zweiten Weltkrieg am 4. Juli 1954 aufgehoben.

In der Georgischen SSR wurden von 1980 bis 1984 Lebensmittelkarten eingeführt, nachdem der Staat den Bauern einen freien Handel mit Agrarprodukten untersagt hatte. Ebenso führte die Volksrepublik Polen 1981 eine Lebensmittelbewirtschaftung ein, nachdem die Volkswirtschaft des Landes de facto zusammengebrochen war (siehe auch Kriegsrecht in Polen 1981–1983), und schaffte die letzten Karten erst 1989 wieder ab. In Kuba gibt es seit 1962 eine Rationierung.